# Championnat du Chili de football 1951
Navigation
Saison précédente Saison suivante
La saison 1951 du Championnat du Chili de football est la dix-neuvième édition du championnat de première division au Chili. Les douze meilleures équipes du pays sont regroupées au sein d'une poule unique, où elles s'affrontent deux fois, à domicile et à l'extérieur; à l'issue de cette première phase, les six premiers du classement s'affrontent une nouvelle fois au sein d'une poule pour le titre. Il n'y a ni promotion, ni relégation en fin de saison.
C'est le club de l'Unión Española qui remporte la compétition, après avoir battu lors du match pour le titre l'Audax Italiano, les deux clubs ayant terminé à égalité en tête du classement de la poule finale. C'est le deuxième titre de champion du Chili de l'histoire du club après celui remporté en 1943.

## Les clubs participants
| - Deportes Magallanes - Colo Colo - Ferrobádminton - CF Universidad de Chile - Unión Española - Santiago Wanderers | - Club Deportivo Social y Cultural Iberia - CD Universidad Católica - Audax Italiano - CD Santiago Morning - CD Green Cross - CD Everton de Viña del Mar |

## Compétition
Le barème utilisé pour établir les différents classements est le suivant :
- Victoire : 2 points
- Match nul : 1 point
- Défaite : 0 point

### Première phase
| Rang | Équipe                                  | Pts | J  | G  | N | P  | Bp | Bc | Diff |
| ---- | --------------------------------------- | --- | -- | -- | - | -- | -- | -- | ---- |
| 1    | Audax Italiano                          | 30  | 22 | 13 | 4 | 5  | 44 | 29 | +15  |
| 2    | CD Everton de Viña del Mar T            | 29  | 22 | 12 | 5 | 5  | 54 | 36 | +18  |
| 3    | Colo Colo                               | 28  | 22 | 11 | 6 | 5  | 45 | 35 | +10  |
| 4    | Unión Española                          | 27  | 22 | 11 | 5 | 6  | 53 | 44 | +9   |
| 5    | CD Santiago Morning                     | 26  | 22 | 11 | 4 | 7  | 50 | 30 | +20  |
| 6    | CF Universidad de Chile                 | 25  | 22 | 8  | 9 | 5  | 33 | 32 | +1   |
| 7    | CD Universidad Católica                 | 24  | 22 | 9  | 6 | 7  | 46 | 34 | +12  |
| 8    | Club Deportivo Social y Cultural Iberia | 20  | 22 | 9  | 2 | 11 | 44 | 43 | +1   |
| 9    | Santiago Wanderers                      | 18  | 22 | 6  | 6 | 10 | 35 | 39 | -4   |
| 10   | Deportes Magallanes                     | 15  | 22 | 5  | 5 | 12 | 37 | 57 | -20  |
| 11   | Ferrobádminton                          | 11  | 22 | 4  | 3 | 15 | 33 | 65 | -32  |
| 12   | CD Green Cross                          | 11  | 22 | 4  | 3 | 15 | 30 | 60 | -30  |

|  | Qualification pour la poule pour le titre |
|  | T : Tenant du titre                       |

### Seconde phase
| Rang | Équipe                       | Pts | J  | G  | N  | P  | Bp | Bc | Diff |
| ---- | ---------------------------- | --- | -- | -- | -- | -- | -- | -- | ---- |
| 1    | Unión Española               | 36  | 27 | 15 | 6  | 6  | 72 | 54 | +18  |
| 2    | Audax Italiano               | 36  | 27 | 16 | 4  | 7  | 55 | 42 | +13  |
| 3    | Colo Colo                    | 32  | 27 | 13 | 6  | 8  | 52 | 42 | +10  |
| 4    | CD Everton de Viña del Mar T | 31  | 27 | 13 | 5  | 9  | 63 | 50 | +13  |
| 5    | CD Santiago Morning          | 30  | 27 | 13 | 4  | 10 | 61 | 42 | +19  |
| 6    | CF Universidad de Chile      | 30  | 27 | 10 | 10 | 7  | 38 | 38 | 0    |

|  | Qualification pour le match pour le titre |
|  | T : Tenant du titre                       |

### Match pour le titre
| Titulaires :    |                      |  |
|                 |                      |  |
|                 | Hernán Fernández     |  |
|                 | Américo Azares       |  |
|                 | Isaac Fernández      |  |
|                 | Valentín Beperet     |  |
|                 | Jorge Ibáñez         |  |
|                 | Carlos Rodolfo Rojas |  |
|                 | Claudio Río          |  |
|                 | Raúl Cárcamo         |  |
|                 | Mario Lorca          |  |
|                 | Atilio Cremaschi     |  |
|                 | Pedro Hugo López     |  |
|                 |                      |  |
| Sélectionneur : |                      |  |
| Isidro Lángara  |                      |  |

| Titulaires :    |                    |  |
|                 |                    |  |
|                 | Daniel Chirinos    |  |
|                 | Adelmo Yori        |  |
|                 | Néstor Bello       |  |
|                 | Alfredo Olivos     |  |
|                 | Ramiro Cortés      |  |
|                 | Luis Vera          |  |
|                 | Óscar Carrasco     |  |
|                 | Osvaldo Valenzuela |  |
|                 | Sergio Espinoza    |  |
|                 | Carlos Tello       |  |
|                 | Luis Martínez      |  |
|                 |                    |  |
| Sélectionneur : |                    |  |
| László Pákozdi  |                    |  |

| Titulaires :    |                      |  |
|                 |                      |  |
|                 | Hernán Fernández     |  |
|                 | Américo Azares       |  |
|                 | Isaac Fernández      |  |
|                 | Valentín Beperet     |  |
|                 | Jorge Ibáñez         |  |
|                 | Carlos Rodolfo Rojas |  |
|                 | Claudio Río          |  |
|                 | Raúl Cárcamo         |  |
|                 | Mario Lorca          |  |
|                 | Atilio Cremaschi     |  |
|                 | Pedro Hugo López     |  |
|                 |                      |  |
| Sélectionneur : |                      |  |
| Isidro Lángara  |                      |  |

| Titulaires :    |                    |  |
|                 |                    |  |
|                 | Daniel Chirinos    |  |
|                 | Adelmo Yori        |  |
|                 | Néstor Bello       |  |
|                 | Alfredo Olivos     |  |
|                 | Ramiro Cortés      |  |
|                 | Luis Vera          |  |
|                 | Óscar Carrasco     |  |
|                 | Osvaldo Valenzuela |  |
|                 | Sergio Espinoza    |  |
|                 | Carlos Tello       |  |
|                 | Luis Martínez      |  |
|                 |                    |  |
| Sélectionneur : |                    |  |
| László Pákozdi  |                    |  |

## Bilan de la saison
| Championnat du Chili de football 1951 |                           |
| Champion                              | Unión Española (2e titre) |
| Promotions et relégations             |                           |
| Promus en Primera División            | Aucun                     |
| Relégués en Segunda División          | Aucun                     |